# Specklinia corniculata
Specklinia corniculata là một loài thực vật có hoa trong họ Lan. Loài này được (Sw.) Steud. miêu tả khoa học đầu tiên năm 1841.